# جونا كيري
جونا كيري (بالإنجليزية: Jonah Keri)‏ (20 سبتمبر 1974، مونتريال في كندا)؛ روائي كندي.